# Épinay-sur-Seine
Épinay-sur-Seine è un comune francese di 54 540 abitanti situato nel dipartimento della Senna-Saint-Denis nella regione dell'Île-de-France.

## Geografia fisica
Épinay-sur-Seine è situata sulla sponda destra della Senna, a 15 km a nord di Parigi.

## Società

### Evoluzione demografica
Abitanti censiti

## Infrastrutture e trasporti
Épinay-sur-Seine è servita dalle stazioni Épinay-sur-Seine (linea C della RER e linea 11 del tram dell'Île-de-France) e di Épinay - Villetaneuse (linea H del Transilien e linea 11 del tram dell'Île-de-France).

## Amministrazione

### Gemellaggi
- Busto Arsizio
- Oberursel
- South Tyneside
- Alcobendas
- Tichy (Algeria)